# Mikó István (szakíró)
Oroszfáji Mikó István (álneve: Oroszfáji István; Marosvásárhely, 1929. július 9.) erdélyi magyar vadászati szakíró. Apja Mikó László gazdasági szakíró.

## Életútja
A kolozsvári Mezőgazdasági Főiskolán kataszteri földmérői képesítést szerzett (1951). Pályáját a nagyszalontai rajoni néptanács kataszteri felügyelőjeként kezdte (1951-57), állami gazdasági öntözési előadó Bihar megyében (1957-62), az argeşi vízierőmű földmérője (1962-66), öntözési felügyelő Bihar megyében (1966-72), Marosvásárhely vízügyi igazgatóságán (1973-83), a Maros megyei talajjavító vállalatnál mérnök (1983-89). Törvényszéki szakértő. 1989 áprilistól a magyarországi Kálon él.
Vadászati szaktanulmányokkal szerepel az Antologia de vînătoare szerzői közt (1979), a budapesti Nimród vadászújságban és az Erdélyi Tudósításokban, Kisfiam bizonyítványa c. írásával A Hétben is jelentkezett (1976).

## Kötetei
- Vadászkönyv (Kriterion Kiskalauz, 1984).
- Ahogy lehetett... Vadászemlékek Erdélyből [1995].
- Vár állott, most kőhalom. Emlékképek, gondolatok az erdélyi magyar földbirtokosok életéről [Kolozsvár], 1996.
- Vadászkalandok a csodák országában, Csíkszereda, 1997.